# Lucas Cuevas
Lucas Cuevas fue un militar mexicano que participó en la Guerra Cristera.
Ostentó el grado de general cristero, siendo Jefe del Quinto Regimiento Cristero. Participó en el Asalto de Manzanillo, donde se reunió con el entonces coronel Marcos Torres Virgen y los generales Jesús Degollado Guízar y Carlos Bouquet Carranza. Lucas Cuevas dio la orden de que las tropas cristeras se concentraran en el centro del jardín de Manzanillo, que fueron atacados por las tropas de Heliodoro Charis. El general Cuevas fue atacado por la retaguardia por las tropas federales, quien se encontraba herido. Su hermano, el coronel Vicente Cuevas pidió autorización al general Jesús Degollado Guízar de continuar el combate y rescatar a su hermano, lo que no pudo hacer. 